# Drobnica (transport)
Drobnica – pojęcie określające ogół towarów przeznaczonych do transportu, w postaci niewielkich pakunków.
Zazwyczaj są to opakowania kartonowe, paczki, skrzynie, worki, czasami dodatkowo umieszczone na europaletach. Obecnie większość drobnicy, na większe odległości, transportowana jest w kontenerach.